# Ethnische Konflikte in Manipur seit 2023

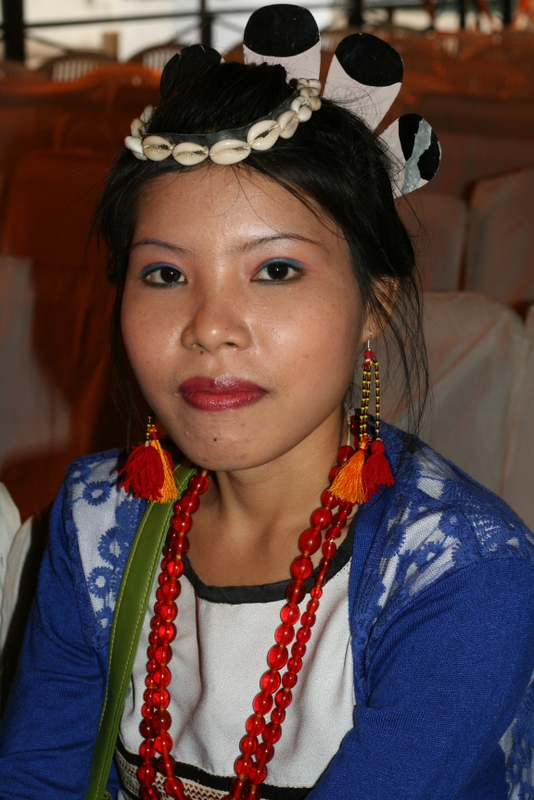
Die Kuki (auch Chin) sind eine Minderheit, welche in Indien, Bangladesch und Myanmar beheimatet ist. Aufgrund der Kolonialgeschichte erstreckt sich ihr Gebiet auf drei Länder. In Myanmar führen sie einen bewaffneten Aufstand gegen die Militärregierung, siehe Chin National Army und Bürgerkrieg in Myanmar seit 2021.

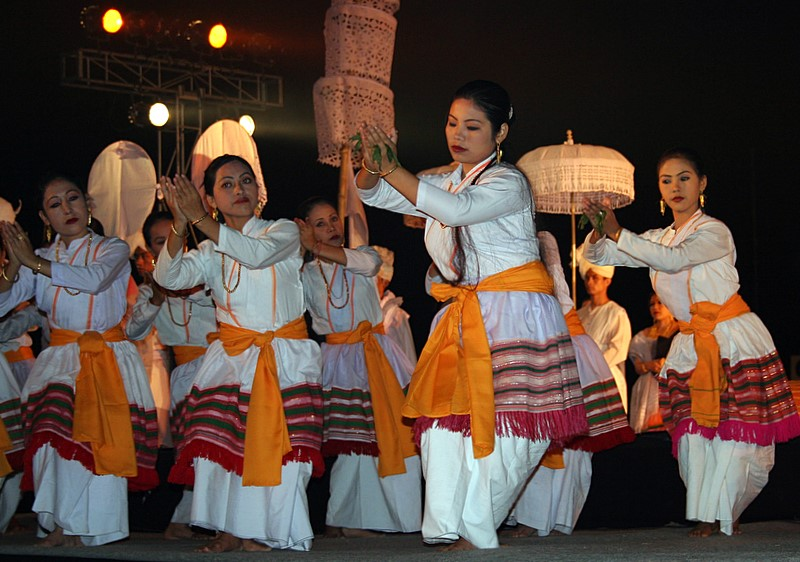
Das Lai Haraoba ist ein Festival in Manipur, welches von der hinduistischen Meitei sprechenden Bevölkerung gefeiert wird.

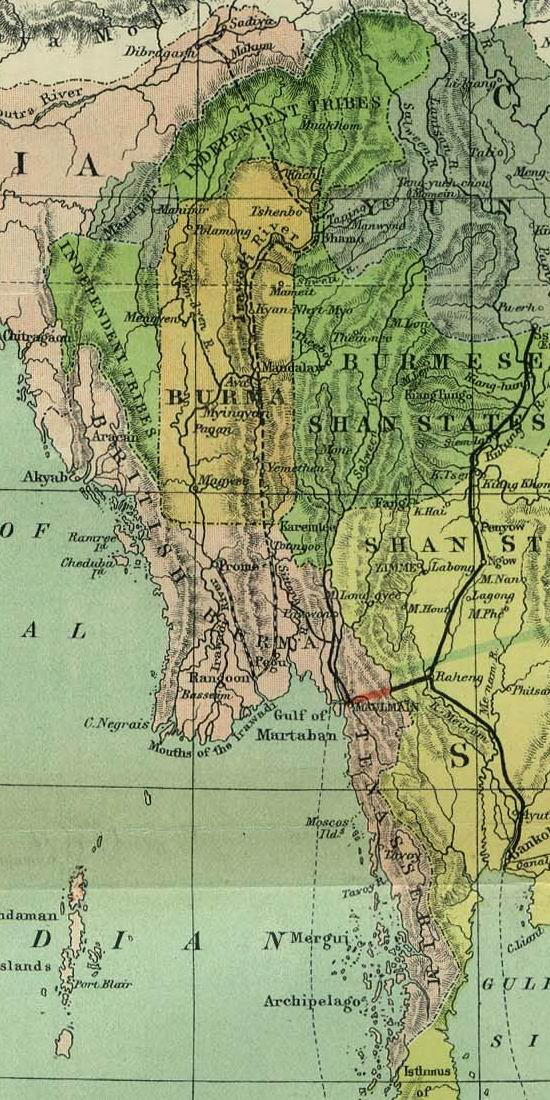
Karte aus dem 19. Jahrhundert. Die Gebiete der Chin sind als Independent Tribes beschriftet (hellgrün).

Unter Ethnische Konflikte in Manipur versteht man ethnische bewaffnete Konflikte im Indischen Bundesstaat Manipur. Die Auseinandersetzungen begannen im Mai 2023 und hielten 2024 noch an. Die Auseinandersetzungen müssen im Zusammenhang mit dem Bürgerkrieg im benachbarten Myanmar gesehen werden, wo die ethnische Minderheit der Chin für einen eigenen Staat kämpft. 

## Geschichte
Am 3. Mai 2023 kam es im nordöstlichen indischen Bundesstaat Manipur zu Ausschreitungen und gewalttätigen Auseinandersetzungen zwischen den Meitei sprechenden Bevölkerung, einer mehrheitlich hinduistischen Bevölkerungsgruppe, die in den Tälern von Manipur lebt, und den überwiegend christlichen Stämmen der umliegenden Berge, darunter die Kuki und Zo. Die Auseinandersetzungen zwischen den Bevölkerungsgruppen hielten im Jahr 2024 trotz Einschreiten der Zentralregierung an. Stand 3. Mai 2024 wurden 331 Personen bei den Kämpfen getötet und 60.000 Menschen in die Flucht gezwungen. Auch die Agenzia Fides meldete am 20. Mai 2024, dass die Unruhen weiterhin anhielten. Auch sollen über 400 Kirchen bei den Unruhen zerstört worden sein. Die Ausschreitungen müssen auch im Zusammenhang mit dem Bürgerkrieg in Myanmar gesehen werden. Viele Chin aus dem Nachbarland flüchteten vor den Kämpfen nach Manipur.

## Hintergrund
Der Bundesstaat Manipur liegt im Nordosten Indiens ab der Grenze zu Myanmar. Im Zentrum des Bundesstaats liegt das Imphal-Tal, das etwa 10 Prozent der Gesamtfläche von Manipur ausmacht und in dem sich die Hauptstadt Imphal befindet. Das Tal ist von bewaldeten Hügeln umgeben. Im Imphal-Tal leben vorwiegend Angehörige der mehrheitlich hinduistischen Meitei. Die Meitei sprechende Gemeinschaft macht mehr als 50 Prozent der 3,5 Millionen Einwohner Manipurs aus. Die dagegen mehrheitlich christlichen Stämme der Naga und Kuki machen zusammen etwa 40 Prozent der Bevölkerung aus und leben vorwiegend in den Hügeln und Wäldern um das Imphal-Tal. Sie sind im Gegensatz zu den Meitei „anerkannte Stämme“ (englisch Scheduled Tribes), die besondere Landbesitzrechte haben. So dürfen Meitei sprechende Bewohner nicht ohne weiteres in den dünner besiedelten Hügellandschaften rund um die Hauptstadt Imphal siedeln, während sich die Bergbewohner in den Tälern ohne Probleme niederlassen können. Für die Meitei Sprecher sind dementsprechend große Teile des Gebietes des Staates tabu, da es sich um Reservationsgebiete der „anerkannten Stämme“ handelte. Deswegen forderte die Meitei sprechende Bevölkerung ebenfalls den Status eines „anerkannten Stammes“ zu bekommen. Die Einstufung als Stamm geht auf einen Erlass der britischen Kolonialregierung aus dem Jahr 1896 zurück, welcher den Kuki, Chin eine weitreichende Autonomie zugestand. Diese Sonderrechte wurden von der indischen Regierung nach der Unabhängigkeit des Landes und der Teilung der britischen Kolonien in Indien, Pakistan und Myanmar übernommen.
Naga und Kuki kritisieren, dass der Großteil der Haushalts- und Entwicklungsausgaben Manipurs sich auf das von Meitei dominierte Imphal-Tal konzentriere.
Größere, gewalttätige ethnische Konflikte gab es in Manipur zuletzt 1993 zwischen den hinduistischen Meitei und den muslimischen, Meitei sprechenden Pangal. 2019 kam es zudem zu Konflikten zwischen den Naga und Kuki, bei denen schließlich am 17. Oktober über 100 Angehörige der Kuki getötet wurden.

## Verlauf
Am 27. März 2023 erließ der Oberste Gerichtshof von Manipur ein Urteil, in dem die Landesregierung angewiesen wurde, „die Aufnahme der Meitei-Gemeinschaft in die Liste der Scheduled Tribes innerhalb von vier Wochen zu prüfen und der Regierung eine Empfehlung zur Prüfung vorzulegen.“, was am 19. April bekannt wurde. Von den Stämmen der Naga, Kuki und Zo wurde dies als Versuch der Meitei gesehen, in den Hügelgebieten Land zu erwerben, was diesen ohne die Einstufung nicht möglich wäre.
In der Folge kam es zu einer gewalttätigen Eskalation des ethnischen Konflikts im von den Kuki dominierten Bezirk Distrikt Churachandpur. Bei den Auseinandersetzungen während des „Tribal Solidarity March“ im Distrikt wurden über 70 Todesopfer und Hunderte von Verletzten verzeichnet. Die All Tribal Student Union Manipur (ATSUM) hatte zu diesem Marsch aufgerufen, um gegen die Reservierungen für die Meitei-Mehrheitsgemeinschaft zu protestieren.
Um die öffentliche Ordnung wiederherzustellen, wurden fast 10.000 Soldaten und paramilitärische Kräfte von der indischen Armee eingesetzt. Währenddessen wurden die Internetdienste in der Region für fünf Tage unterbrochen, und der Abschnitt 144 des indischen Strafgesetzbuchs wurde angewandt. Den indischen Truppen wurde der Befehl erteilt, in „extremen Fällen“ eine Ausgangssperre durchzusetzen und gegebenenfalls mit Schusswaffen zu reagieren ("shoot on sight").
Am 17. Mai 2024 kam es erstmals zu Gesprächen zwischen den verfeindeten Volksgruppen im neutralen Assam. Im Februar 2024 hatte der Oberste Gerichtshof des Staates die Entscheidung die Mehrheitsbevölkerung als "Stamm" anzuerkennen wieder rückgängig gemacht.